# Skylanders: Imaginators
 (juin 2016).
Si vous disposez d'ouvrages ou d'articles de référence ou si vous connaissez des sites web de qualité traitant du thème abordé ici, merci de compléter l'article en donnant les références utiles à sa vérifiabilité et en les liant à la section « Notes et références ».
Skylanders: Imaginators est un jeu vidéo développé par Toys for Bob et édité par Activision, sorti en octobre 2016 sur Wii U, PlayStation 3, Xbox 360, PlayStation 4 et Xbox One, puis le 3 mars 2017 sur Nintendo Switch. Il s'agit du sixième et dernier épisode de la série Skylanders. Il a été annoncé officiellement le 1er juin 2016.

## Système de jeu
Le joueur doit placer des figurines sur un socle pour qu'elles prennent vie dans le jeu vidéo.
Le portail qui donne vie aux figurines et aux véhicules est un socle connecté au jeu vidéo par un petit adaptateur USB infrarouge à insérer dans sa console.
Cet opus permet au joueur, de fabriquer de toutes pièces (dans le jeu) ses propres Skylanders dans le menu création. Les éléments de création sont classés selon cinq catégories : corps, équipement, couleur, pouvoirs et personnalité. Le joueur enregistre ensuite le skylander qu'il a fait dans un cristal de création et peut le modifier à n'importe quel moment. Il est aussi possible de le montrer à d'autres joueurs, sans le partager, à l'aide d'un mode selfie.

## Packs de démarrage
- Le pack de Démarrage standard contient le jeu, le portail, les senseis King Pen (Eau - Cogneur) et Golden Queen (Terre - Sorcier), et le cristal de création du Feu.
- La version Dark contient le jeu, le portail, les senseis Dark King Pen (Eau - Cogneur), Dark Golden Queen (Terre - Sorcier) et Dark Wolfgang (Mort-Vivant - Archer), et les cristaux de créations du Feu, de la Vie et des Ténèbres.
- La version Crash uniquement sur ps3 et ps4 contient le jeu, le portail, les senseis Crash Bandicoot (Vie - Cogneur), Dr. Neo Cortex (Tech - Sorcier), Golden Queen (Magie - Sorcier) et King Pen (Eau - Cogneur) et le cristal de création du Feu[3].

## Figurines
Les figurines à collectionner sont réparties sous 10 éléments. Les senseis en plus sont répartis sous 10 classes. Il y a en tout 31 sensei (dont 11 vilains) et 31 cristaux de création.
Toutes les figurines qui sont apparues avec les premiers jeux sont compatibles dans ce sixième opus, mais aucune nouvelle figurine n'est compatible avec les anciens jeux.
- maitre King Pen (Eau - Cogneur)
- maitre Tri Tip (Terre - Marteleur)
- Golden Queen (Terre - Sorcier) ancien vilain
- Wolfgang (Mort-Vivant - Archer) ancien vilain
- maitre Ambush (Vie - Chevalier)
- maitre Ember (Feu - Sentinelle)
- Pain Yatta (Magie - Marteleur) ancien vilain
- Crash Bandicoot (Vie - Cogneur) special 20 ans de crash
- Dr. Krankcase (Tech - Tireur) ancien vilain
- maitre WildStorm (Air - Chevalier)
- maitre Mysticat (Magie - Sorcier)
- Bad Juju (Air - Épéiste) ancien vilain
- Hood Sickle (Ténébres - Sentinelle) ancien vilain
- maitre Buckshot (Magie - Archer)
- maitre Aurora (Lumière - Épéiste)
- maitre Chopscotch (Mort-Vivant - Marteleur)
- maitre Ro-bow (Tech - Archer)
- maitre Barbella (Terre - Sentinelle)
- Tae Kwon Crow (Feu - Ninja) ancien vilain
- Kaos (Kaos - Kaos) double sans scrupules
- Chompy Mage (Vie - Bazooker) ancien vilain
- Grave Clobbler (Eau -Cogneur) ancien vilain
- Blaster Tron (Lumière - Chevalier) ancien vilain
- maitre Air Strike (Air - Cogneur)
- maitre Starcast (Ténébres - Ninja)
- maitre Boom Bloom (Vie - Ninja)
- maitre Pit Boss (Mort-Vivant - Sorcier)
- maitre Flarewolf (Feu - Bazooker)
- maitre Tidepool (Eau - Tireur)
- maitre Chain Reaction (Tech - Épéiste)
- Dr.Neo Cortex (Tech - Sorcier) special 20 ans de crash
- Les cristaux de créations ont (sans compter les modifications et choses exclusives a une certaine classe de combat) 395 372 493 780 717 404 160 000 possibilités. Il y a donc peu de chances de faire le même personnage que son voisin !

## Voix françaises
- Féodor Atkine : Baron Von Shellshock
- Carole Baillien : Bad Juju
- Claire Baradat : Avril, Cat et Pillar
- Chantal Baroin : Tidepool
- Jessica Barrier : Boom Bloom, Cali
- Patrice Baudrier : Eruptor
- Christèle Billault : Cami Flage
- Fanny Bloc : Chopscotch
- Patrick Borg : Cerveau
- Marc Bretonnière : Lux
- Frédéric Cerdal : Maître Eon
- Julien Chatelet : Grave Cobbler, Monstre Marin Maléfique
- Anaïs Delva : Tessa
- Gandhi Djuna : King Pen
- Marie Diot : Golden Queen, Mags
- Xavier Fagnon : Chompy Mage
- Alexandre Gillet : Spyro
- Emmylou Homs : Avellicia
- Jérôme Keen : Pain-Yatta
- Grégory Laisné : Mysticat
- Sylvain Lemarié : Chain Reaction, Aku-Aku
- Martial Le Minoux : Tri-Tip, Dr. Neo Cortex, Jet-Vac, Chill Bill
- Gilbert Levy : Kaos
- Frédérique Marlot : Ember
- Céline Melloul : Aurora, Redd, Lumiosa
- Thierry Mercier : Ambush
- Bruno Méyère : Pandergast
- Cyrille Monge : Flynn
- Marie Nonnenmacher : Persephone
- Marc Perez : Tae Kwon Crow, Sal
- Frédéric Popovic : Wolfgang
- Jérémy Prévost : Flarewolf, Dr. Krankcase, Blaster-Tron
- Emmanuel Rausenberger : Hugo
- Boris Rehlinger : Softpaw
- Stéphane Ronchewski : Buckshot, Trigger Happy, Broccoli Guy
- Magali Rosenzweig : Stealth Elf
- Marc Saez : Pop-Fizz
- Frédéric Souterelle : Gill Grunt, Wheellock, Diggle
- Antoine Tomé : Hood Sickle, Draeger, Terreur de la Création
- Jérémy Zylberberg : Starcast, Pierrot

Voix pour les Imaginators :
- Claire Baradat
- Julien Chatelet
- William Coryn
- Marie Diot
- Virginie Ledieu
- Martial Le Minoux
- Gilbert Levy
- Céline Melloul
- Stéphane Ronchewski
- Marc Saez
- Frédéric Souterelle
- Antoine Tomé